# Anorgasmia
L'anorgasmia è l'impossibilità di raggiungere l'orgasmo. Può colpire sia uomini che donne e non va confusa con l'impotenza. Anorgasmia non significa assenza completa di piacere, ma si riferisce soltanto all'orgasmo.

## Classificazione
Si parla di anorgasmia primaria se il disturbo è sempre stato presente, fin dall'inizio della vita sessuale del paziente, e secondaria se invece sopravviene in un secondo tempo, dopo un periodo di attività sessuale normale. Ancora, l'anorgasmia è generalizzata se è presente sempre e situazionale se lo è solo in certe occasioni e non in altre.

## Manifestazioni

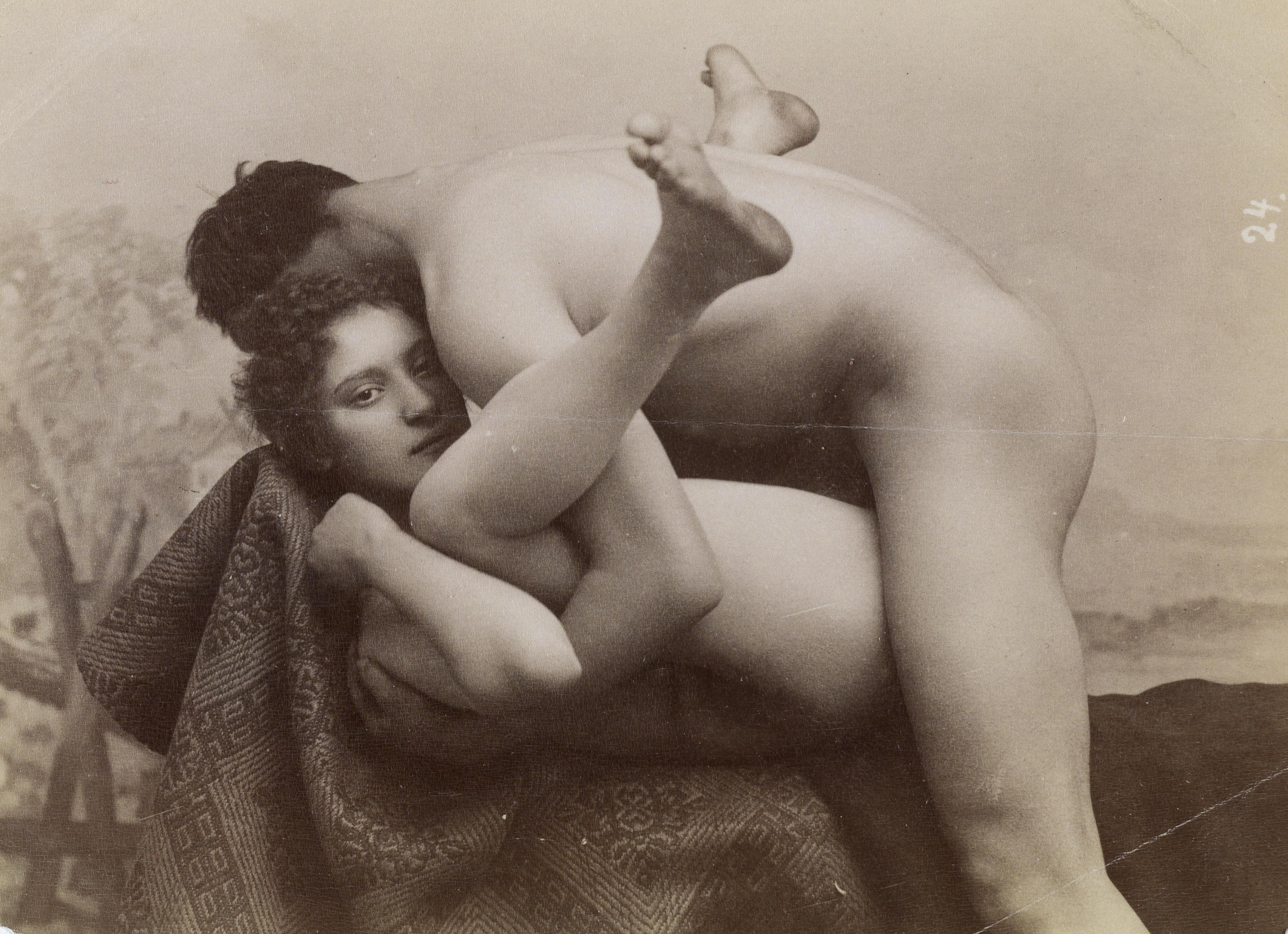

Frequentemente l'anorgasmia riguarda in modo esclusivo il rapporto sessuale penetrativo mentre è possibile raggiungere l'orgasmo con altre pratiche di sesso non penetrativo, si può in tal caso parlare di anorgasmia coitale. In altri casi la persona non riesce a raggiungere l'orgasmo con il partner ma può indurselo facilmente con l'autoerotismo. È infine diffusa la forma generalizzata in cui l'individuo non riesce in nessun caso a raggiungere l'orgasmo e spesso non lo ha mai raggiunto nella sua vita, quest'ultima condizione è più frequente nella donna.
Nei soggetti di sesso maschile questa disfunzione è in genere associata ad eiaculazione ritardata: il fatto che un soggetto anorgasmico possa in alcuni casi avere un'eiaculazione contrasta con la frequente convinzione secondo cui l'eiaculazione coincide necessariamente con orgasmo.

## Cause
L'anorgasmia può essere indotta da sostanze psicotrope (droghe o farmaci), disturbi fisici, soprattutto a carico dell'apparato genitale, oppure avere un'origine psicologica. Molto raramente l'anorgasmia può avere una causa organica, come traumi del midollo spinale o uso di farmaci. Di gran lunga più frequenti sono le cause psicologiche, come un autocontrollo troppo forte, un'eccessiva attenzione al piacere del partner, forme di spectatoring e di autoosservazione, ansie da prestazione ecc.
Una delle motivazioni di ordine psicologico per cui un soggetto può esserne colpito è l'essere stato vittima di violenza sessuale, soprattutto nella prima infanzia: questo tipo di violenza è spesso oggetto di rimozione, ovvero non viene più ricordato a livello cosciente. Se la causa è attestabile ad un episodio di questo genere, è possibile ottenere una remissione dei sintomi tramite un approccio psicoterapico.
Una causa particolare di disfunzione nel raggiungimento dell'orgasmo, definita PSSD (disfunzione sessuale post-SSRI) è stata individuata nell'uso di SSRI, ovvero antidepressivi che agiscono sul reuptake della serotonina. Questa disfunzione, che inibisce o rende difficile l'orgasmo, inizia già durante il trattamento, e perdura per un periodo variabile (generalmente regredisce in tempi brevi ma sono descritti centinaia di casi persistenti per anni) dopo la sospensione dello stesso.
Il termine popolare riferito all'anorgasmia femminile è frigidità: questo termine porta però con sé connotazioni negative che invece il termine anorgasmia non contempla; inoltre il termine frigidità indica, in modo più generico, la difficoltà di abbandonarsi al piacere sessuale, mentre l'anorgasmia si riferisce esclusivamente all'impossibilità di raggiungere l'orgasmo. La frigidità vera e propria può insorgere nel tempo, come conseguenza di una prolungata anorgasmia; nell'uomo, simmetricamente, può manifestarsi una impotenza secondaria, o reattiva.
Secondo uno studio americano del 1999, il 44% delle donne statunitensi avrebbe problemi a raggiungere l'orgasmo. Alcuni ricercatori hanno quindi sollevato un interrogativo provocatorio: se quasi la metà delle donna non lo prova, l'anorgasmia è da considerarsi una malattia? Affrontare il tema delicato dell'anorgasmia o della difficoltà in generale a provare piacere sessuale da parte della donna, non è facile. Leggendo i tanti commenti a dei servizi giornalistici riguardanti questo argomento, ci si rende conto di quanti scudi si levano a prescindere. Lo scopo di questo paragrafo non è comunque quello di chiarire i tanti lati oscuri di questo argomento, quanto quello di approfondire l'ipotesi di un coinvolgimento del meccanismo di controllo nel dinamisco più ampio e complesso del piacere orgasmico femminile. 
Molte ragazze, durante un visita ginecologica, raccontano di non aver mai provato un orgasmo. Però non esistono esami specifici per determinarne la causa e molti ritengono che sia una questione psicologica. Il termine anorgasmia indica la mancaza di una risposta orgasmica, pur in presenza di una adeguata stimolazione sessuale, nella fase del desiderio e dell'eccitazione. Raggiungere l'apice del piacere sessuale non è sempre possibile, per diverse ragioni e le cause sono molteplici.
In un saggio di G. Zwang del 1978, l'anorgasmia viene distinta in due tipologie:
- anorgasmia totale permanente: con questa forma si intende l'impossibilità di raggiungere l'orgasmo tramite manovre fisiologiche deliberate, quale che sia la zona erogena sollecitata dal partner o dalla donna stessa. Così definita, l'affezione sembra rara, dal momento che molte donne dichiarate anorgasmiche, affermano di ignorare la sperimentazione autoerotica;
- anorgasmia capricciosa: questa è una sindrome assai più frequente come nell'uomo ad erezioni capricciosa, la reazione sessuale può risultare perturbata in funzione delle circostanze, del partner, o di altre variabili. Questa sindrome è caratteristica comune della donna che non ha mai provato un orgasmo, è una donna orgasmica in situazione tranquille ma anorgasmica in circostanze che le facciano provare ansia, anche se solo vagamente. Questa donna può ottenere dunque l'orgasmo con la masturbazione quando è da sola ma non quando è in compagnia del partner. Oppure può avere orgasmi col marito col quale si sente assolutamente sicura, ma può essere anorgasmica con l'amante che idealizza e di cui teme l'abbandono. Certe donne occasionalmente anorgasmiche possono raggiungere l'orgasmo dopo un periodo di stimolazione prolungata e intensa. Alcune arrivano all'orgasmo soltanto con l'utilizzo di un vibratore e con la stimolazione orale (H. S. Kaplan, 1976).